# Младен Лоркович
Младен Лоркович (хорв. Mladen Lorković; 1 березня 1909, Загреб — квітень 1945, Лепоглава) — хорватський політик, історик, правник. Один із засновників руху усташів та найближчих соратників Павелича, міністр внутрішніх справ Незалежної Держави Хорватії (29 квітня 1943 — 11 жовтня 1943) та міністр закордонних справ НДХ (з 9 червня 1941 по 23 квітня 1943 і з 28 квітня 1944 по 5 травня 1944). Син хорватського політика Івана Лорковича.
У молодості був активним прибічником Хорватської партії права. Вивчав право в Загребському, Інсбруцькому і Берлінському університетах. Уже тоді став близьким соратником Павелича і представником руху усташів у Німеччині, а потім і в усіх європейських країнах, окрім Італії. Склав присягу усташа в 1934 році.
Брав активну участь у підготовці до проголошення Незалежної Держави Хорватії. Один із п'яти, хто підписав заяву від 30 березня 1941 року, в якій прохається про німецьку допомогу в створенні самостійної хорватської держави. Після заснування НДХ Павелич 9 червня 1941 року призначив його міністром закордонних справ.
У квітні 1943 року замішаний в афері, пов'язаній із контрабандою золота, через яку начальник його кабінету Іво Колак був скараний на смерть. 28 квітня 1943 року звільнений із посади міністра закордонних справ. Призначений державним міністром без портфеля, який відповідав за зносини з німецькою армією.
1944 року схоплений і ув'язнений в усташівському тюремному таборі в Лепоглаві за звинуваченням у причетності до змови, відомої як «змова Лорковича-Вокича», націленої на відрив НДХ від країн Осі і приєднання до антигітлерівської коаліції.
Наприкінці квітня 1945 року розстріляний у тюремному таборі Лепоглава.